# Болезненный половой акт
Болезненный половой акт — половое сношение, которое перед его проведением, в процессе совокупления или по окончании его сопровождается у одного из участников болью или затруднением выполнения, вызванным медицинскими или психологическими причинами.
В англоязычной и специальной литературе это состояние называют диспареунией. Термин образован от др.-греч. δυσ- — приставка, обозначающая отрицание, и πάρευνος — «лежащий рядом» (παρά — «рядом, при», εὐνή — постель).

## Характеристика состояния
Крайние формы болезненного полового сношения, при которых мускулатура дна таза женщины сокращается непроизвольно, называют вагинизмом. Согласно Диагностическому и статистическому руководству душевных расстройств IV США, диагноз болезненного полового сношения ставят в случае, когда больная (больной) жалуется на повторяющуюся или упорную боль перед половым сношением, во время полового сношения или после него. Причём эта боль вызвана не исключительно недостатком смазывания влагалища или вагинизмом.
Такая формулировка исключает мнимый болезненный половой акт, отмечаемый в результате поспешности партнёра, не соблюдающего элементарную технику полового акта, отсутствие необходимой прелюдии, позволяющей женщине достичь естественного смазывания влагалища и его расширения при достижении вершины полового возбуждения.
Клинически часто трудно отделить болезненное половое сношение от вагинизма, поскольку вагинизм может выступить вторичным к имеющему историю болезненному половому сношению, а лёгкая форма вагинизма часто сопровождается болезненным половым сношением.
После пересмотра текста 4-го издания Диагностического и статистического руководства душевных расстройств США возникло обсуждение с аргументами, высказанными за то, чтобы болезненное половое сношение определять как болевое расстройство, а не как половое расстройство, при этом Чарлс Аллен Мозер, терапевт, убеждал в необходимости полного удаления болезненного полового сношения из упомянутого руководства.

## Причины болезненного полового сношения
Существуют многочисленные причины болезненного полового сношения, как медицинские, физиологические, так и психогенные, эмоциональные. Они включают инфекции мочеполовых органов (кандидоз, хламидии, трихомонады, инфекции мочевыводящих путей), эндометриоз, опухоли, ксероз (сухость, особенно после менопаузы) и хронический воспалительный дерматоз (лишай) наружных половых органов. У женщин болезненное половое сношение может быть результатом повреждения половых органов, когда вход во влагалище со временем стал слишком малым для привычного введения полового члена (ухудшение часто наступает при возникновении рубцов).

### Физические причины болезненного полового сношения у женщин
Существуют многочисленные физические условия, которые усиливают боль при половых сношениях, но при жалобах на болезненное половое сношение всегда показаны детальное физикальное исследование половых органов и выяснение истории болезни. Медицинская оценка болезненного полового сношения первоначально сосредотачивается на физических причинах, которые должны быть исключены, перед тем как заняться психогенными или эмоциональными причинами. В большинстве случаев болезненного полового сношения отмечается исходная физическая причина. Распространённые физические причины для дискомфорта во время полового сношения у женщин включают инфекции влагалища, нижних отделов мочевыводящих путей, шейки или фаллопиевых труб (например, грибковые организмы (особенно, кандидоз), хламидии, трихомонады, колиформные бактерии); эндометриоз; хирургическую рубцовую ткань (после эпизиотомии); кисты яичников и опухоли.
Кроме инфекций и химических причин, возникновение болезненного полового сношения, половой дискомфорт могут усиливать монилиальные организмы и герпес, анатомические состояния, такие как остатки девственной плевы. (Sarrell and Sarrell 1989). Особенно частая причина появления боли в половых органах среди послеменопаузных женщин — это недостаток эстрогенов. Между тем, сухость во влагалище сообщена также среди лактирующих женщин.
Женщины, подвергающиеся радиационному лечению из-за злокачественной опухоли в тазу, часто испытывают тяжёлое болезненное половое сношение, обусловленное атрофией стенок влагалища, и развивающейся чувствительностью к травме. Иногда сухость влагалища наблюдают при синдроме Шегрена, аутоиммунном расстройстве, которое характерно атакует экзокринные железы, такие как слюнные и слёзные.

### Физические причины болезненного полового сношения у мужчин
У мужчин, как и у женщин, существует достаточно физических факторов, которые могут вызвать болезненное половое сношение. Иногда сразу после семяизвержения мужчины испытывают боль в области яичек или головки члена. Сильное чувство жжения или зуда после эякуляции может вызываться инфекциями предстательной железы, мочевого пузыря или семенных пузырьков. Иногда жгущая или острая боль во время извержения семени связана с гонорейными воспалениями. Уретрит или простатит могут делать раздражение мужских половых органов болезненным или раздражающим. Анатомические обезображивания полового члена, вроде тех, которые отмечаются при болезни Пейрони, также могут приводить к появлению боли при половом сношении.
Одна из причин болезненного полового сношения обусловлена болезненным оттягиванием слишком натянутой крайней плоти члена, отмечаемая либо в течение первой попытки совершения совокупления или после натяжения или рубцевания вследствие воспаления или местной инфекции.
Во время интенсивного полового сношения или мастурбации возможны небольшие надрывы на уздечке крайней плоти члена, которые могут быть весьма болезненными. Редкая форма мужского болезненного полового сношения — это болевой синдром после семяизвержения, он характеризуется упорной и повторной болью в половых органах во время семяизвержения или сразу после него. Эти болевые ощущения воспринимаются как острые, пронизывающие и/или жгучие. Хотя обычно боль непродолжительная, она может сохраняться и быть достаточно сильной.
Непосредственной причиной психогенного болевого синдрома после семяизвержения является непроизвольный болезненный спазм или местная судорога определённых чувствительных к боли мышц в половых и репродуктивных органах мужчины. Иногда мучительные болезненные спазмы могут относиться к колебаниям мужчины в отношении быстроты проведения своего семяизмержения в процессе полового сношения.
Расстройство в мышцах дна таза также может быть причиной во время или после сношения. Спазмированные, воспаленные, перенапряжённые или укороченные мышцы таза могут сдавливать, а иногда обхватывать срамной нерв.
Ощущение чувства вины за получаемое половое удовольствие или половоизвращенную природу своих эротических фантазий способно вызвать у мужчины возникновение боли во время управления оргазмом. В других случаях мужчины с умеренными половыми взглядами могут чувствовать полную обиду или сердиться на своих имеющихся половых партнёров по осознанным или неосознанным причинам.

### Физические причины болезненного полового сношения как у женщин, так и у мужчин
Высказано мнение, что болезненное половое сношение — это один из первых признаков болезни, называемой интерстициальным циститом. Во время или после совокупления больные могут бороться с болью мочевого пузыря и дискомфортом. У мужчин, страдающих такого рода циститом, сильная боль возникает в момент семяизвержения и концентрируется на кончике полового члена. У женщин с интерстициальным циститом боль обычно возникает на следующий день после полового сношения, являясь результатом болезненных спазмирующих мышц тазового дна. Больные, страдающие интерстициальным циститом, также вынуждены бороться с частыми мочеиспусканиями и/или возникновением неотложных позывов на мочеиспускание.

## Психологические факторы
Они могут вносить свой вклад в эту проблему или усиливать её, так как ожидание боли часто приводит к опосредованному рефлексу спазма одновременно с проблемами желания половой близости и возбуждения. Обычно проблемы взаимоотношений являются итогом хронического понижения полового влечения, разочарования и депрессии, связанных с этим состоянием.

### Воздействие болезненного полового сношения на женщин
Когда возникает боль, женщина, страдающая болезненным половым сношением, может отвлекаться от испытания удовольствия от полового возбуждения и самого совокупления. При этом уменьшается смазывание влагалища и его расширение. А когда влагалище сухое и нерасширенное, фрикции, выполняемые половым членом, причиняют боль. Даже после того, когда первичный источник боли устранён (например, заживление эпизиотомии), женщина может почувствовать боль просто потому, что она ожидает её появления.

## Диагностика болезненного полового сношения
Для проведения диагностики этого состояния важно установить следующее:
- приобретено ли отмечаемое болезненное половое сношение, или оно продолжается всю прожитую жизнь субъекта,
- отмечается ли оно всегда (полное) или обусловлено конкретной ситуацией или конкретным партнёром.

При дополнительном расспросе страдающей женщины (мужчины) следует определить, отмечаемая боль носит поверхностный характер или глубокий. У женщины уточняют, случается ли эта боль в основном при касании рукой (половым членом) входа влагалища или при глубоком надавливании на шейку матки во время проникновения члена. Даже если отмечаемую боль можно воспроизвести во время физикального обследования, необходимо признать возможную роль психологических факторов и при проведении лечения заниматься возможной ролью психологических факторов по вызыванию или поддержанию боли.
При дальнейшей диагностике болезненного полового сношения определяют время, прошедшее с момента, как женщина/мужчина почувствовал(а) боль впервые:
- в течение первых двух недель. В этом случае болезненное половое сношение, вызываемое введением полового члена, его движениями во влагалище или при глубоком проникновении во внутрь влагалища, часто обусловлено болезнью или существованием повреждения в глубине таза.
- спустя две недели. Вызвавшая болезненное половое сношение первопричина может продолжать существовать и продолжать вызывать испытываемую боль. Или причина могла исчезнуть, но женщина продолжает испытывать боль, связанную с сухим или сжатым влагалищем.

## Дифференциальный диагноз болезненного полового сношения и отличие его от пограничных состояний
Многие страдающие болезненным половым сношением успеют посетить нескольких врачей перед тем, как будет поставлен правильный диагноз. Многие гинекологи не знакомы с перечнем этих условий, хотя осведомленность о них со временем уже распространилась. Страдающие часто колеблются в своём стремлении поиска лечения хронической боли в половых органах, в особенности потому, что многие женщины начинают испытывать эти симптомы в начале половой жизни. Из-за отсутствия явно видимых симптомов на половых органах перед успешной постановкой диагноза многим больным говорят, что эта боль находится «у них в голове».
Жалобы на боль полового характера — то есть на болезненное половое сношение или на хроническую боль в наружных половых органах женщины — типично попадают в одну из трёх категорий:
- боль в наружных половых органах женщины (боль у входа или в наружных половых органах),
- боль во влагалище,
- или глубокая боль, или сочетание всех трёх.

Есть доказательство существования нескольких подтипов болезненного полового сношения (Binik и др. 2000):
- воспаление входа наружных половых органов (наиболее распространённый тип предменопаузного болезненного полового сношения);
- атрофия наружных половых органов или влагалища (типично происходит после наступления менопаузы);
- глубокое болезненное половое сношение или тазовая боль (связанная с такими гинекологическими состояниями, как эндометриоз, кисты яичников, спайки таза, воспаление или полнокровие).

## Методы лечения болезненного полового сношения, а также применяемые средства
Болезненное половое сношение лечат последовательно. При этом:
1. Внимательно выслушивают истории болезни.
2. Тщательно исследуют органы таза для того, чтобы как можно ближе повторить наступление возникающего дискомфорта и определить место или источник боли в тазу.
3. Понятно объясняют больной то, что случилось, включая название мест и причин боли. Поясняя то, что через некоторое время в большинстве случаев боль пройдет, или, по крайней мере, сильно уменьшится. Если присутствует половой партнёр, то объясняют ему причины состояния и характер назначаемого лечения, советуют ему оказывать поддержку больной.
4. Когда необходимо, удаляют источник боли.
5. Дают больной совет по изучению своего тела, по исследованию своей собственной анатомии, а также узнают, какие ласки и касания она любит, как партнёр управляет наступлением оргазма.
6. Подсказывают паре половых партнёров о добавлении приятных, возбуждающих половых ощущений в их регулярные взаимодействия, таких как купание вместе (при котором главная цель не в чистоте), фингеринг, взаимные ласки без совершения полового сношения, использование книг и иллюстраций сексуальной тематики. В половых парах, в которых женщина готовится к влагалищному сношению, подобные действия направлены на усиление естественного смазывания и на расширение влагалища, что уменьшает препятствия фрикциям и боль. Перед вагинальным проникновением оральный секс также мог бы подтвердить свою пользу для расслабления и смазывания влагалища (при условии, что оба партнёра не против).
7. Назначают лубриканты на водной основе и гели на гиалуроновой кислоте на время проведения полового сношения, а также для повседневного использования при появлении симптомов сухости, жжения и болезненности.
8. Не одобряют использование для смазывания мазей нефтяного происхождения. Если партнёр не пользуется презервативом или другим латексным изделием, то как альтернативу смазыванию рекомендуют увлажняющий кожу лосьон. Смазывающий препарат следует применять обильно (по две полные столовые ложки) на половой член и на вход в наружные женские половые органы. Сложенное банное полотенце под бедра принимающего партнёра поможет предупредить вытекание средства на простыни.
9. Напоминают обоим участникам полового сношения о необходимости брать член проникающего участника в их руки и обоим контролировать введение полового члена, а не делать это одному проникающему участнику.
10. Тем, у кого вследствие травмы таза или заболевания возникает боль при глубоком проникновении полового члена, рекомендуют изменение положения тела при половом сношении на такое, при котором происходит меньшее проникновение члена. При этом помнят, что наибольшее влагалищное проникновение полового члена достигается в случае, когда принимающая женщина лежит на спине, при её тазе, сдвинутом с кровати, при плотном прижатии её бёдер к груди и голеней на плечах проникающего участника (ноги женщины закинуты на его плечи). Наименьшее проникновение полового члена происходит в случае, когда принимающая женщина лежит на спине с вытянутыми вдоль кровати и сдвинутыми вместе ногами, тогда как ноги партнёра раздвинуты широко и «седлают её». Описано приспособление для ограничения проникновения полового члена при необычной его длине[8].
11. Уменьшить или прекратить боль, связанную с половым сношением, может мануальная физиотерапия (методика Вурна), которая лечит тазовые и влагалищные спайки и микроспайки. В контролированном испытании «Усиление оргазма и уменьшение боли, связанной с половым сношением, с помощью методики мануальной терапии»[9] 23 женщины с жалобами на боль, связанную с половым сношением и/или половой дисфункцией, получили 20-часовую программу манипуляционной физиотерапии. Результаты испытания были сравнены с помощью валидированного Индекса женской половой функции, при соотношении показателей после проведения испытания к показателям перед ним. Результаты лечения показали улучшение по всем шести признанным доменам половой дисфункции. Результаты были значимыми (P </= 0,003) по всем измерениям, при следующих индивидуальных измерениях и величинах показателя P: желание (P < 0,001), возбуждение (P = 0,0033), смазывание (P < 0,001), оргазм (P < 0,001), удовлетворение (P < 0,001) и боль (P < 0,001). Повторное изучение улучшения половой функции у больных с эндометриозом показало похожие статистические результаты[10].

## Синдром воспаления входа наружных половых органов (СВВНПО)
Такой синдром — это наиболее распространённый подтип хронической боли в наружных половых органах, поражающий предменопаузных женщин. Он имеет склонность сочетаться с сильно локализованным «жгучим» или «режущим» типом боли. Ощущения раздражения или жжения могут сохраняться часами или днями после половой деятельности, порождая чувство беспомощности и депрессию.
Частота распространения СВВНПО вполне высокая: упоминается, что этот синдром поражает приблизительно 10—15 % всех женщин, обращающихся за помощью гинеколога. Он характеризуется сильной болью при попытке проникновения полового члена в отверстие влагалища и жалобами на болезненность при давлении полового члена внутри входа во влагалище. Обычно нет жалоб на боль при давлении на окружающие области наружных половых органов. Диагноз легко ставится с помощью теста ватным тампоном, при котором в целях оценки жалоб на боль круговыми движениями прикладывается давление вокруг входа в наружные половые органы.
Для исключения бактериальной или вирусной инфекции используют лабораторные исследования, проводят внимательное исследование области наружных половых органов/влагалища для уточнения, имеется ли атрофия. При СВВНПО отмечается множество крошечных эритематозных ранок у входа наружных половых органов. Может вовлекаться целый ряд этиологических факторов, включая субклиническую форму инфекции вирусом папилломы человека, хронический рецидивирующий кандидоз или хронический рецидивирующий бактериальный вагиноз. Также подразумеваются мышечные причины, поскольку хроническая боль в наружных половых органах может возникнуть из-за хронического гипертонуса околовлагалищных мышц, ведущего к сужению влагалища и последующей боли. Некоторые исследователи постулировали существование неврологических причин, таких как вестибулярная невральная гиперплазия. Атрофия влагалища как источник болезненного полового сношения наиболее часто наблюдается у послеменопаузных женщин и, как правило, связана с недостатком эстрогенов.
Недостаток эстрогенов ведёт к недостаточному выделению смазки и может привести к болезненным фрикциям во время сношения. У женщин, страдающих СВВНПО и атрофией наружных половых органов/влагалища, эта боль связана с введением полового члена или с дискомфортом в передней части влагалища. Однако встречаются женщины, которые жалуются на более глубокую боль во влагалище или тазу. О причинах таких синдромов известно мало, за исключением того, что они предположительно связаны с эндометриозом, кистами яичников, спайками в тазу или протекающими воспалениями.

## Распространение болезненного полового сношения и его место в половой активности населения
На болезненное половое сношение жалуются почти исключительно женщины, хотя эта проблема может случиться и с мужчинами. Это распространённое состояние поражает до трети всех женщин на каком-то этапе их жизни. Причины появления такого рода боли часто обратимы, даже если болезненное половое сношение отмечается долго и установилось само, оно зависит от устранения основной причины.